# Carina Vitulano
Carina Vitulano (Buenos Aires, 1975. július 22. –) olasz nemzetközi női labdarúgó-játékvezető. Teljes neve Carina Susanna Vitulano. Polgári foglalkozása mérnök.

## Pályafutása
Játékvezetésből Livornóban vizsgázott. Az FIGC Játékvezető Bizottságának (JB) minősítésével 2002-től a Serie D játékvezetője. A nemzeti női labdarúgó bajnokságban kiemelkedően foglalkoztatott bíró. Küldési gyakorlat szerint rendszeres 4. bírói, illetve alapvonalbírói szolgálatot is végez.
Az Olasz labdarúgó-szövetség JB terjesztette fel nemzetközi játékvezetőnek, a Nemzetközi Labdarúgó-szövetség (FIFA) 2005-től tartotta nyilván női bírói keretében. A FIFA JB központi nyelvei közül a spanyolt és az angolt beszéli. Több nemzetek közötti válogatott (Női labdarúgó-világbajnokság, Női labdarúgó-Európa-bajnokság, Algarve-kupa), valamint UEFA Női Bajnokok Ligája klubmérkőzést vezetett, vagy működő társának 4. bíróként segített.
A 2012-es U17-es női labdarúgó-világbajnokságon, valamint a 2014-es U17-es női labdarúgó-világbajnokságon a FIFA JB bíróként foglalkoztatta.
| Időpont              | Helyszín                                   | Mérkőzés típusa              | Mérkőzés                                                                             | Eredmény | Nézők száma |
| -------------------- | ------------------------------------------ | ---------------------------- | ------------------------------------------------------------------------------------ | -------- | ----------- |
| 2012. szeptember 25. | Shafa Stadion, Baku                        | csoportmérkőzés (A. csoport) | Kolumbia–Kanada                                                                      | 0 – 1    | 4729        |
| 2012. szeptember 22. | Eighth Kilometer District Stadion, Baku    | csoportmérkőzés (B. csoport) | Észak-Korea–Gambia                                                                   | 11 – 0   | 9000        |
| 2012. október 13.    | Eighth Kilometer District Stadion, Baku    | döntő                        | Franciaország–Észak-koreai U17-es női labdarúgó-válogatott                           | 1 – 1    | 27 128      |
| 2014. március 18.    | Edgardo Baltodano Briceño Stadion, Liberia | csoportmérkőzés (B. csoport) | Észak-koreai U17-es női labdarúgó-válogatott–Kanadai U17-es női labdarúgó-válogatott | 1 – 1    | 3250        |
| 2014. március 27.    | Edgardo Baltodano Briceño Stadion, Liberia | egyik negyeddöntő            | Japán–Mexikó                                                                         | 3 – 1    | 3406        |

A 2014-es U20-as női labdarúgó-világbajnokságon a FIFA JB hivatalnokként vette igénybe szolgálatát. A mérkőzésen súlyos térdsérülést szenvedett, Kulcsár Katalin a 4. bíró vezette tovább a találkozót.
| Időpont            | Helyszín             | Mérkőzés típusa              | Mérkőzés          | Eredmény | Nézők száma |
| ------------------ | -------------------- | ---------------------------- | ----------------- | -------- | ----------- |
| 2014. augusztus 8. | BMO Stadion, Toronto | csoportmérkőzés (A. csoport) | Ghána–Észak-Korea | 0 – 3    | 16 503      |

A 2015-ös női labdarúgó-világbajnokságon a FIFA JB hivatalnokként foglalkoztatta. Selejtező mérkőzéseket az UEFA zónában vezetett. A FIFA JB 2015 márciusában nyilvánosságra hozta annak a 29 játékvezetőnek (22 közreműködő valamint 7 tartalék, illetve 4. bíró) és 44 asszisztensnek a nevét, akik közreműködhettek Kanadában a női labdarúgó-világbajnokságon. A 9 európai játékvezető hölgy között szerepel a listán. A kijelölt játékvezetők és asszisztensek 2015. június 26-án Zürichben, majd két héttel a világtorna előtt Vancouverben vettek rész továbbképzésen, egyben végrehajtották a szokásos elméleti és fizikai Cooper-tesztet. 
| Időpont           | Helyszín                                  | Mérkőzés típusa                     | Mérkőzés              | Eredmény | Nézők száma |
| ----------------- | ----------------------------------------- | ----------------------------------- | --------------------- | -------- | ----------- |
| 2013. október 31. | Dyskobolia Stadion, Grodzisk Wielkopolski | (2015 vb) előselejtező (4. csoport) | Lengyelország–Skócia  | 0 – 4    | 3482        |
| 2014. április 5.  | Tallaght Stadion, Dublin                  | (2015 vb) előselejtező (1. csoport) | Írország–Németország  | 2 – 3    | 1623        |
| 2015. június 13.  | Olimpiai Stadion, Montréal                | csoportmérkőzés (E. csoport)        | Dél-Korea–Costa Rica  | 2 – 2    | 28 623      |
| 2015. június 26   | TD Place Stadion, Ottawa                  | egyik negyeddöntő                   | Kína–Egyesült Államok | 0 – 1    | 24 141      |

A 2009-es U19-es női labdarúgó-Európa-bajnokságon az UEFA JB hivatalnoki feladatokra alkalmazta.
| Időpont          | Helyszín                | Mérkőzés típusa              | Mérkőzés            | Eredmény |
| ---------------- | ----------------------- | ---------------------------- | ------------------- | -------- |
| 2009. július 13. | Darida Stadion, Minszk  | csoportmérkőzés (B. csoport) | Svédország–Anglia   | 0 – 3    |
| 2009. július 19. | Torpedo Stadion, Minszk | csoportmérkőzés (A. csoport) | Franciaország–Svájc | 2 – 2    |

A 2013-as női labdarúgó-Európa-bajnokságon az UEFA JB játékvezetőként foglalkoztatta.
| Időpont              | Helyszín                          | Mérkőzés típusa                  | Mérkőzés                                       | Eredmény | Nézők száma |
| -------------------- | --------------------------------- | -------------------------------- | ---------------------------------------------- | -------- | ----------- |
| 2011. szeptember 14. | Városi Stadion, Nesz-Cijóna       | (2013 eb) selejtező (4. csoport) | Izrael–Franciaország                           | 0 – 5    | 137         |
| 2011. október 26.    | The Oval Stadion, Belfast         | (2013 eb) selejtező (3. csoport) | Észak-Írország–Izland                          | 0 – 2    | 382         |
| 2013. július 15.     | Idrottsparken Stadion, Norrköping | csoportmérkőzés (C. csoport)     | Spanyolország–Francia női labdarúgó-válogatott | 0 – 1    | 5068        |
| 2013. július 22.     | Városi Stadion, Linköping         | egyik negyeddöntő                | Francia női labdarúgó-válogatott–Dánia         | 1 – 1    | 7448        |

Súlyos térdsérüléséből felépülve, teljesítve a FIFA JB által elvárt fizikai Cooper-tesztet, a 2015-ös Algarve-kupa labdarúgó tornán ellenőrizték szakmai tevékenységét.
| Időpont          | Helyszín                    | Mérkőzés típusa              | Mérkőzés                                  | Eredmény | Nézők száma |
| ---------------- | --------------------------- | ---------------------------- | ----------------------------------------- | -------- | ----------- |
| 2015. március 6. | Városi Stadion, Vila Real   | csoportmérkőzés (A. csoport) | Német női labdarúgó-válogatott–Svédország | 2 – 4    | 769         |
| 2015. március 9. | Bela Vista Stadion, Parchal | csoportmérkőzés (C. csoport) | Japán–Francia női labdarúgó-válogatott    | 1 – 3    |             |

Az UEFA JB küldésére vezette a Magyar női labdarúgó-válogatott felkészülési mérkőzését.
| Időpont             | Helyszín                                     | Mérkőzés típusa          | Mérkőzés              | Eredmény | Nézők száma |
| ------------------- | -------------------------------------------- | ------------------------ | --------------------- | -------- | ----------- |
| 2006. augusztus 26. | Királyhidai parkstadion, Bruck an der Leitha | 153. válogatott mérkőzés | Ausztria–Magyarország | 1 – 1    | 1200        |

A Nemzetközi Labdarúgás-történeti és -statisztikai Szövetség (International Federation of Football History & Statistics) (IFFHS) a 2013-as és a 2014-es év szakmai eredményessége alapján az év tíz legjobb női labdarúgó-játékvezetője közé rangsorolta. 2013-ban Esther Staubli mögött a 4. helyen, 2014-ben szintén Esther Staubli mögött az 5. helyen végzett.